# Crossing Swords
Crossing Swords är en amerikansk animerad komediserie vars första säsong hade premiär den 12 juni 2020. Första säsongen bestod av tio avsnitt. Den andra och avslutande säsongen hade premiär 10 december 2021. Serien är skapad av John Harvatine IV och Tom Root som även skrivit seriens manus. Serien kommer att visas på Viaplay med start 25 juli 2023.

## Handling
Serien kretsar kring bonden Patrick som blir väpnare på slottet. När han inser att kungarike styrs av skurkar och bedragare  förvandlas drömjobbet till en mardröm.

## Rollista i urval
- Nicholas Hoult - Patrick
- Luke Evans - King Merriman
- Alanna Ubach - Queen Tulip
- Adam Pally - Broth
- Tara Strong - Coral
- Tony Hale - Blarney
- Adam Ray - Ruben
- Seth Green - Blinkerquartz
- Breckin Meyer - Glenn
- Wendi McLendon-Covey - Doreen
- Yvette Nicole Brown - Sgt. Meghan
- Maya Erskine - Princess Blossom
- Ben Schwartz - Keefer
- Rob Corddry - The Old King
- Jameela Jamil - Sloane
- Alfred Molina - Robin Hood
- Natasha Lyonne - Norah, en Yeti
- Jane Lynch - Donna